# Stanford Stadium
Le Stanford Stadium est un stade de football américain de 50 000 places situé sur le campus de l'université Stanford, à Stanford (Californie).

## Histoire
L'équipe de football américain universitaire des Stanford Cardinal évolue dans cette enceinte inaugurée en 1921 qui comptait alors 60 000 places. Ce stade est la propriété de l'Université Stanford et son coût de construction était de 200 000 de USD.
Cette enceinte fut souvent en travaux afin d'augmenter sa capacité. Dès 1925, le stade subit une expansion à 70 200 places puis 85 500 en 1927, c'est en 2006 que la capacité du stade fut réduite à 50 000 places, à la suite de rénovations qui ont coûté 90 millions de dollars.
Le stade a accueilli plusieurs événements majeurs comme le Super Bowl XIX en 1985, certains matchs de football lors de la Coupe du monde de football de 1994 et des Jeux olympiques d'été de 1984.

## Évènements
- Football aux Jeux olympiques d'été de 1984
- Super Bowl XIX, 20 janvier 1985
- Coupe du monde de football de 1994
- Coupe du monde de football féminin 1999

## Galerie

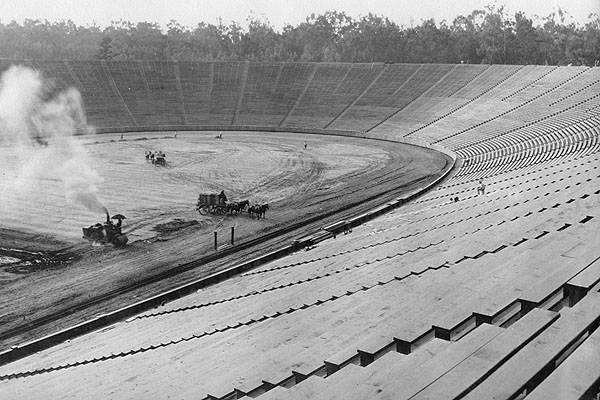
Construction (1921)
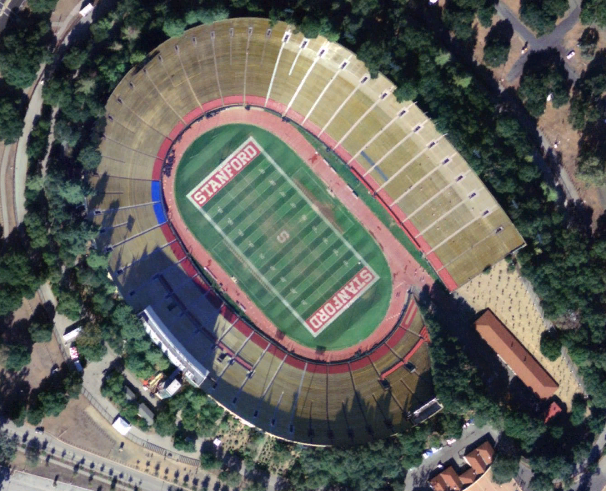
Avant les rénovations
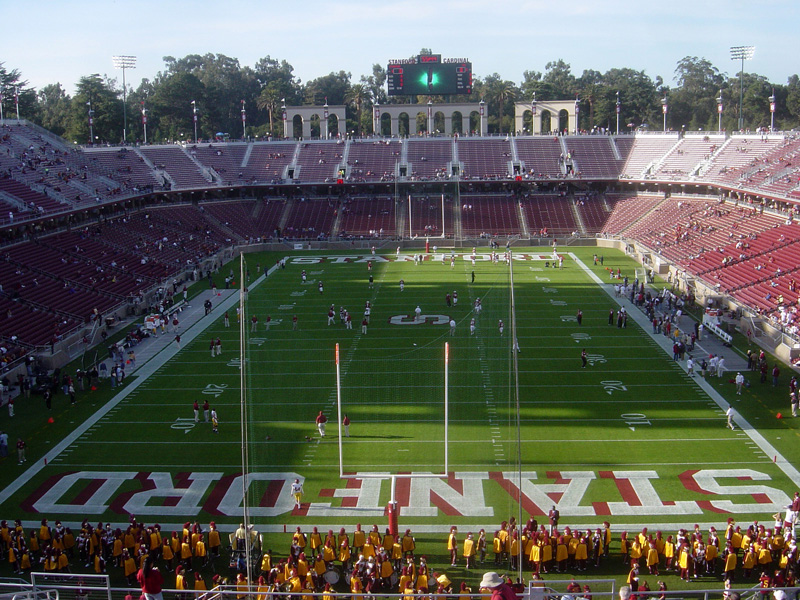
Après les rénovations
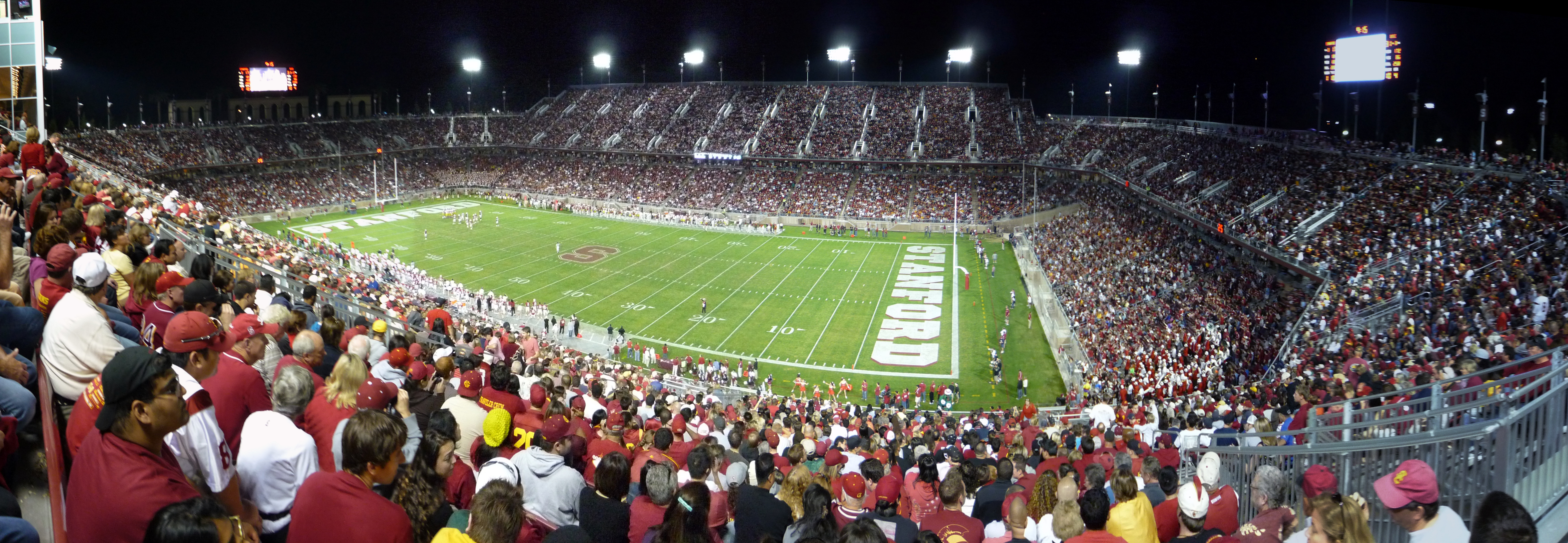
Panorama (2008)